# Nomia montana
Nomia montana là một loài Hymenoptera trong họ Halictidae. Loài này được Friese mô tả khoa học năm 1941.